# Molibdato de sódio
Molibdato de sódio é um composto inorgânico de fórmula química  Na2MoO4. É uma fonte de molibidênio. É frequentemente encontrado na forma dihidratada, Na2MoO4·2H2O.